# ブラック・アロー
ブラック・アロー(英語: Black Arrow)はイギリスの人工衛星打上げロケットである。王立航空工廠でブラック・ナイトを元に開発された。酸化剤として過酸化水素、燃料としてケロシンという珍しい組み合わせの推進剤を使用しており、燃焼ガスが無色となることが特徴的なロケットである。R3の成功によってイギリスは独自に人工衛星を軌道に投入した6番目の国となった。

## 実績
| 番号 | 飛翔日時(GMT)        | 搭載衛星             | 成否                 | 備考                                                                                                |
| ---- | -------------------- | -------------------- | -------------------- | --------------------------------------------------------------------------------------------------- |
| R0   | 1969年6月28日22:58   | 無                   | 失敗                 | 2段式の弾道飛行試験、誘導装置の故障により指令破壊。                                                 |
| R1   | 1970年3月4日21:15    | 無                   | 成功                 | 2段式の弾道飛行試験。                                                                               |
| R2   | 1970年9月2日00:34    | Orba                 | 失敗                 | 第2段圧送式サイクルエンジンの加圧タンクから漏洩が発生し軌道投入に失敗、カーペンタリア湾に墜落した。 |
| R3   | 1971年10月28日04:09  | プロスペロ           | 成功                 | 軌道投入成功。                                                                                      |
| R4   | 打ち上げに使用されず | 打ち上げに使用されず | 打ち上げに使用されず | サイエンス・ミュージアムにて保存されている。                                                        |

## 発展型の計画
液体水素を推進剤とする上段ロケットを搭載した発展型の開発を進めており、液体水素エンジンを発展型ヨーロッパロケットに搭載するように欧州ロケット開発機構に働きかけたが、フランスをはじめ、イギリスの影響力が強まる事を危惧した各国により、否決された。
また、極軌道衛星の打ち上げのためにイギリス国内のヘブリディーズ諸島とノーフォークから打ち上げる計画があったが、前者は地理的に不便で後者は北海油田のある海域に1段目が落下する可能性があり、中止された。

## 計画中止

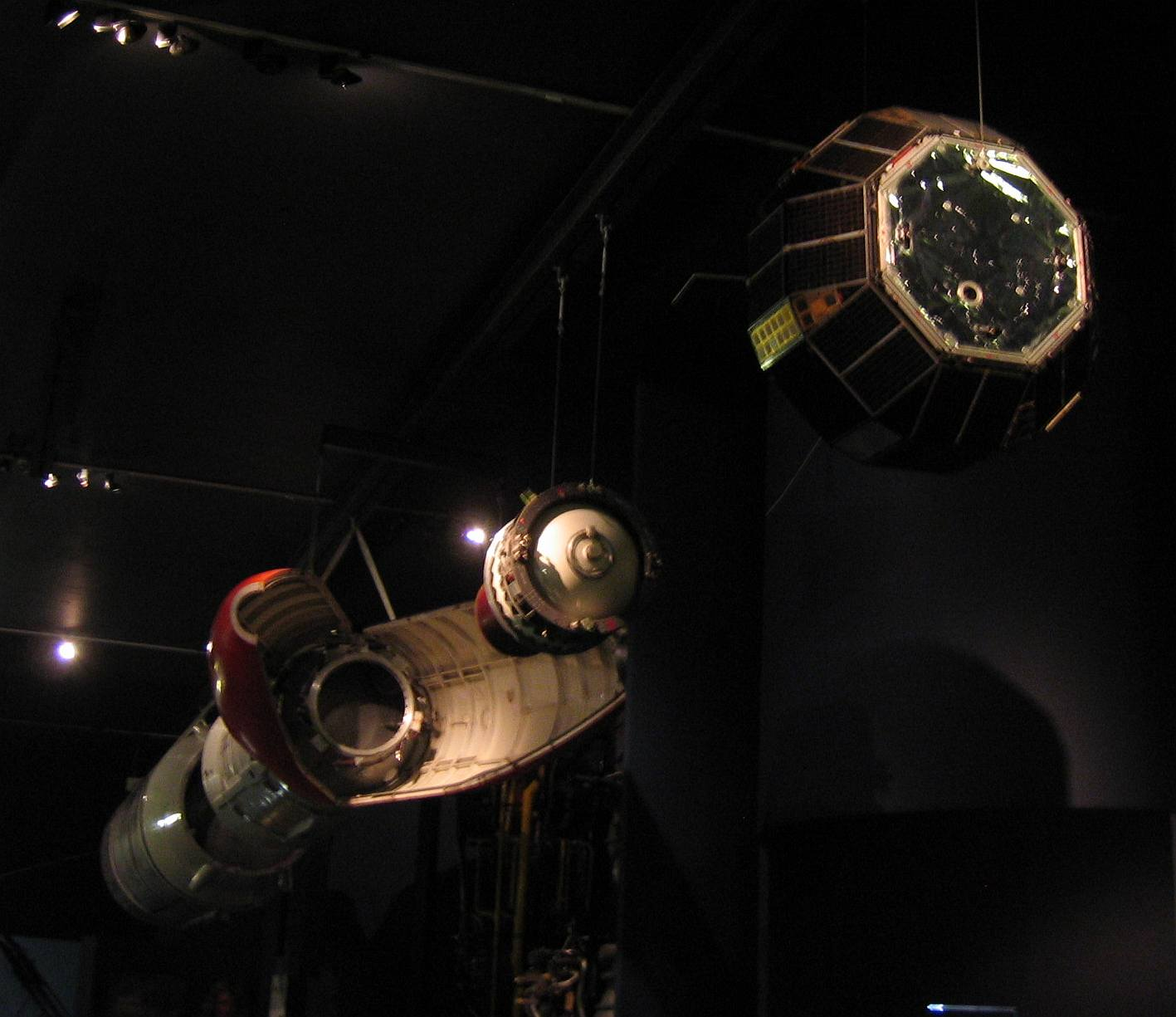
打ち上げられなかったブラックアローとプロスペロのモックアップ

NASAの運用するスカウトロケットの方が安価であるという理由で、1971年7月29日にブラックアロー計画の中止が発表された。R4は打ち上げられることなく、ロンドンのサイエンス・ミュージアムに展示された。

## 遺産

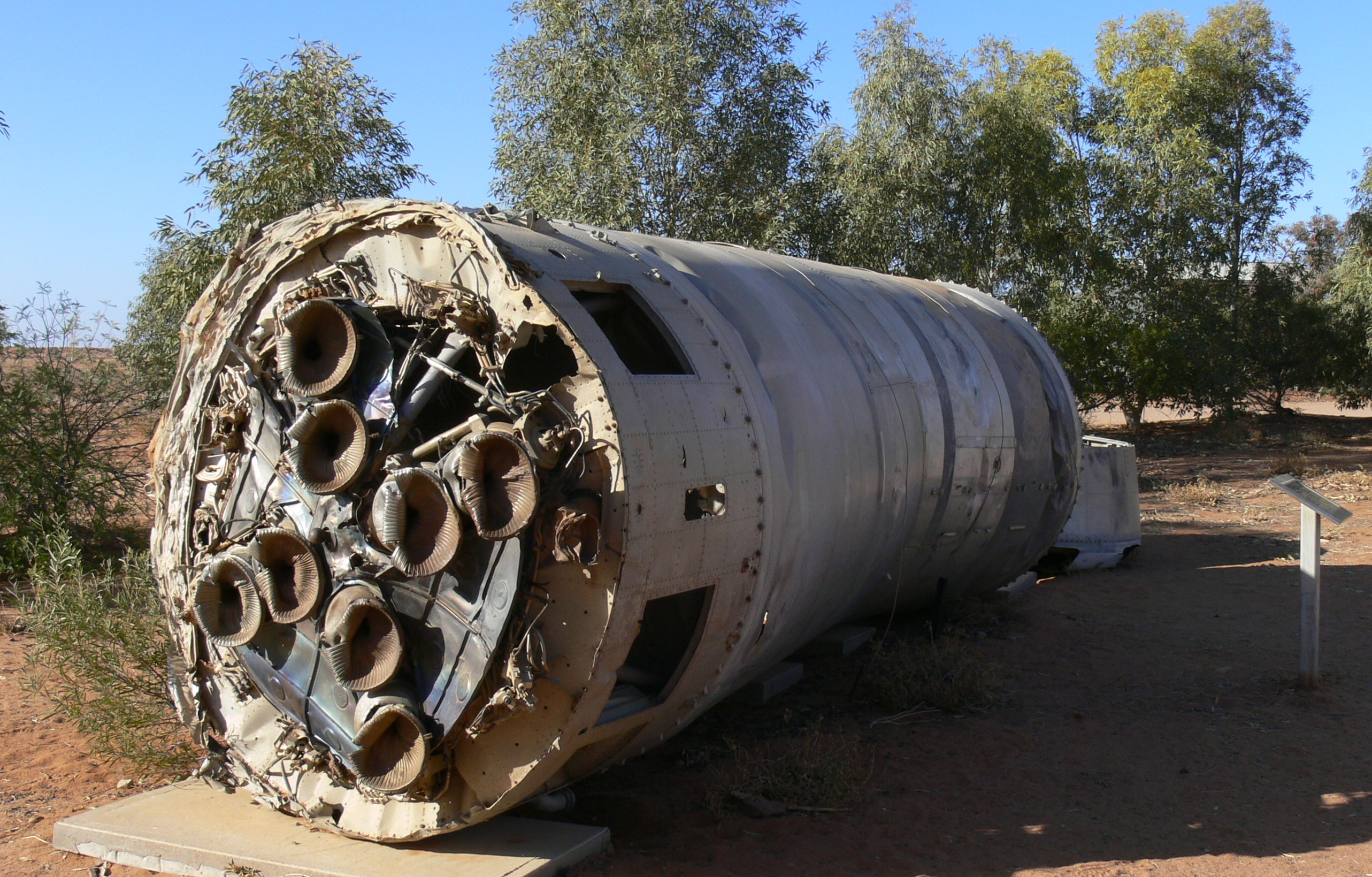
回収されたR3のステージ1

計画中止に伴い、イギリスは宇宙開発を独自に行う力を失った。以後の衛星打ち上げは他国のロケットに依存しなければならなくなった。
英国は独自の打ち上げシステムの開発に成功したが、それを放棄した唯一の国である。

## 関連
- レインボーコード
- ロケット一覧
- スカイロン (Reaction Engines Skylon)